# Consortium musicum
Hudební spolek Consortium musicum se zformoval z členů orchestru Katedry hudební kultury při Pedagogické fakultě Západočeské univerzity v Plzni. Komorní orchestr složený z řad studentů nejen pedagogické fakulty, ale i celé Západočeské univerzity v Plzni fungoval na katedře pod vedením Víta Aschenbrennera od r. 2003. V průběhu jeho existence se obsazení ansámblu měnilo, až se ustálilo do současné podoby, protože však už nejde o uskupení studentů, byl v roce 2014 založen spolek Consortium musicum.
Jádrem tohoto hudebního uskupení je malý smyčcový orchestr čítající tři hráče v primu a tři hráče v sekundu, jednu až dvě violy, violoncello a continuo. Dle provozovaných skladeb se pak obsazení rozšiřuje o basu či dechové nástroje (flétny, hoboj, trubky, pozouny, lesní rohy…) Orchestr se zaměřuje zejména na interpretaci děl 18. století (či starších barokních skladeb), avšak do jeho repertoáru patří i díla období romantismu či tvorba soudobá. V hudební činnosti spolku zaujímá svébytné místo provádění skladeb z regionálních archivů, zejména klatovského archivu pocházejícího z farního kostela Narození Panny Marie v Klatovech a hudebního archivu františkánského kláštera v Plzni. Tato repertoárová specialita je důsledkem hlavního badatelského zaměření Víta Aschenbrennera, který nezřídka se souborem spolupracuje jako dirigent při uvedeních těchto skladeb a který se právě na hudební dějiny regionu jihozápadních Čech v 17. a 18. století ve své vědecké činnosti zaměřuje.
Členové spolku se od počátku podílí na festivalu Barokní jezuitské Klatovy (od roku 2007 doposud), v rámci příhraniční spolupráce na Evropském festivalu duchovní hudby „Šumava-Bayerischer Wald“ (od roku 2007 doposud). Orchestr pravidelně doprovází sbor FPE ZČU či sólisty z řad studentů FPE ZČU při jejich vystoupeních, aktivně se podílí na provádění skladeb převážně duchovního charakteru spolu s Kolegiem pro duchovní hudbu v Klatovech. Koncertní působení zasahuje jak plzeňský region, tak i blízká kulturní centra v sousedním Německu. Výjimkou nejsou ani účinkování na hudebních akcích v Praze, Chebu, či v severních Čechách.